# Nine Objects of Desire
Nine Objects of Desire (1996) è il quinto album della cantautrice Suzanne Vega.

## Il disco
Pubblicato nel 1996, Nine Objects of Desire è il quinto album della cantautrice Suzanne Vega. Il booklet ordinato, con la copertina verde in cui la cantante tiene una mela verde perfetta, in contrasto con gli occhi della Vega e il suo colore di capelli. Ognuna delle dodici brevi canzoni racconta una storia, arrivando ad esempio con Honeymoon Suite ad avere una vera e propria trama, che in questo caso pesca simboli e atmosfere nella religione.
Va ricordato come Caramel sia stato utilizzato più volte nell'industria cinematografica:
- Un uomo in prestito (The Truth About Cats and Dogs)
- Closer (come colonna sonora del trailer)

Inoltre la canzone Woman On The Tier (lasciata fuori da questo album) è stata scritta per la colonna sonora del film Dead Man Walking - Condannato a morte.
Nelle tracce come per gli altri album il suono predominante è quello delle chitarre acustiche, a volte elettriche (Stockings) e alcuni beat particolarmente possenti (Headshot). Si va poi da tracce tendenti al jazz a ballate dai toni scuri (My Favorite Plum) e dai testi marcatamente metaforici (Thin Man). Compaiono comunque durante la riproduzione anche canzoni più veloci e dai toni più leggeri (No Cheap Thrill, Casual Match), accompagnate magari dal suono più marcato di un pianoforte o di archi (Tombstone).

## Tracce
1. Birth-day (Love Made Real)
2. Headshots
3. Caramel
4. Stockings
5. Casual Match
6. Thin Man
7. No Cheap Thrill
8. World Before Columbus
9. Lolita
10. Honeymoon Suite
11. Tombstone
12. My Favorite Plum